# Mưa đỏ (tiểu thuyết)
Mưa đỏ là tiểu thuyết chiến tranh của Việt Nam do Chu Lai sáng tác và được Nhà xuất bản Quân đội Nhân dân phát hành năm 2016, lấy bối cảnh là trận chiến kéo dài 81 ngày ở Thành cổ Quảng Trị mùa hè năm 1972. Mưa đỏ là tiểu thuyết thứ 14 của Chu Lai và là tác phẩm đầu tiên ông viết về Trận Thành cổ Quảng Trị. Nội dung đề cập đến các nhân của cả hai phía chiến trường, với các nhân vật chính là Cường một người lính Giải Phóng và Quang chỉ huy lực lượng Hắc Báo.

## Nội dung
Tiểu thuyết chủ yếu đề cập đến các nhân vật của quân Giải Phóng, tập trung chính vào một tiểu đội với 7 người lính, 7 tính cách khác nhau: Đội trưởng Tạ, Cường - sinh viên nhạc viện người Hà Nội, Sen - một người lính lớn tuổi gốc Sài Gòn, Bình vẩu - cựu sinh viên mỹ thuật quê Đông Hà, Hải gù - công nhân điện nước quê Hà Tây, Tú và Tấn hai chiến sĩ mới 15-16 tuổi. Mỗi người tham gia cuộc chiến trong một hoàn cảnh khác nhau, cả tiểu đội sau đó đã hy sinh, chỉ còn lại Tấn - người cuối cùng gia nhập tiểu đội.
Kết thúc tiểu thuyết là cảnh hai người mẹ của hai nhân vật chính ở hai chiến tuyến cùng trở lại Thành cổ viếng mộ con, họ tình cờ gặp nhau, cùng thắp nén hương lên hai ngôi mộ.

## Sáng tác
Chu Lai đã dành 3 năm cùng nhiều lần đi thực tế và tham gia nhiều trại sáng tác để viết nên tiểu thuyết này. Sau khi tiểu thuyết được phát hành, nhà văn Chu Lai tiếp tục chuyển thể nó thành kịch bản kịch nói và được dàn dựng lần đầu bởi Nhà hát Kịch nói Quân đội.

## Đón nhận

### Giải thưởng
Mưa đỏ giành giả A cuộc thi tiểu thuyết của Hội Nhà văn Việt Nam năm 2016 và giải A – Giải thưởng của Bộ quốc phòng.
Với kịch bản chuyển thể cùng tên, Nhà văn Chu Lai đã giành được giải A của Hạng mục "Kịch bản – sách nghiên cứu lý luận, phê bình" do Hội nghệ sĩ sân khấu Việt Nam tổ chức năm 2021.

### Chuyển thể
Năm 2022, Mưa đỏ đươc Nhà hát Kịch nói Quân đội dựng thành vở kịch Mưa đỏ hay có tên gọi khác là Bản giao hưởng máu do Nghệ sĩ Nhân dân Lê Hùng đạo diễn.
Năm 2023, Mưa đỏ đươc soạn giả Đức Minh chuyển thể thành vở chèo do Nghệ sĩ Nhân dân Trịnh Thúy Mùi đạo diễn, Đoàn Chèo Hải Phòng dàn dựng. Vở chèo này thuộc đề án sân khấu truyền hình của Hải Phòng.
Năm 2024, Hãng phim Điện ảnh Quân đội nhân dân thông báo chuyển thể tiểu thuyết này thành phim điện ảnh cùng tên do Đặng Thái Huyền đạo diễn, dự định phát hành vào tháng 9 năm 2025.

## Tái bản
- 2017 - Nhà xuất bản Quân đội Nhân dân (ISBN 9786049571121)
- 2017 - Trí Thức Việt Book và Nhà xuất bản Văn học (ISBN 9786049579387 )
- 2019 - Đinh Tị Books và Nhà xuất bản Văn học (ISBN 8935212347716 calling template requires template_name parameter)
- 2025 - Vietnam Book và  Nhà xuất bản Quân đội Nhân dân (ấn bảnKỷ niệm 50 năm Ngày Giải phóng miền Nam)